# USS Pike (SS-173)
USS Pike (SS-173) – amerykański okręt podwodny z czasów drugiej wojny światowej o wyporności podwodnej 1965 ton typu Porpoise.
Stępkę pod okręt położono 20 grudnia 1933 roku w stoczni Portsmouth Naval Shipyard w Kittery, w stanie Maine, gdzie został zwodowany 12 września 1935 roku. Po przekazaniu jednostki marynarce amerykańskiej wszedł do służby 2 grudnia 1935 roku, po czym w 1937 roku wszedł w skład Floty Pacyfiku. Podczas działań podwodnych w trakcie wojny na Pacyfiku zatopił – według JANAC – jeden statek pasażersko-transportowy „Shoju Maru” o pojemności 2022 ton.
Po zakończeniu wojny, 15 listopada 1945 roku został przeniesiony do rezerwy, następnie 31 lipca 1947 roku przywrócony do służby, którą ostatecznie zakończył w 17 lutego 1956 roku.